# Campeonato de España de Ciclismo en Ruta 1982
El LXXXI Campeonato de España de Ciclismo en Ruta se disputó en Torrejón de Ardoz (Comunidad de Madrid) el 27 de junio de 1982 sobre 210 kilómetros de recorrido. Pese a que había 75 preinscritos, participaron 68 corredores de los que solamente 43 terminaron el recorrido.
Tras algo más de cinco horas de carrera, José Luis Laguía se impuso al sprint a Eulalio García, plata, y a Fede Etxabe, bronce; consiguiendo así su primer y único maillot rojigualda.

## Clasificación
| \| 1. \| \| José Luis Laguía \| Reynolds \| 5h 05' 16" \| \| 2. \| \| Eulalio García \| Reynolds \| m.t. \| \| 3. \| \| Fede Etxabe \| Teka-Hergón \| m.t. \| \| 4. \| \| José Luis Rodríguez Inguanzo \| Teka-Hergón \| m.t. \| \| 5. \| \| José Luis Viejo \| Zor-Helios-Gemeaz \| m.t. \| \| 6. \| \| Antonio Coll \| Teka-Hergón \| m.t. \| \| 7. \| \| Jesús Rodríguez Magro \| Zor-Helios-Gemeaz \| m.t. \| \| 8. \| \| Alfonso Blanco \| Hueso \| m.t. \| \| 9. \| \| Bernardo Alfonsel \| Teka-Hergón \| m.t. \| \| 10. \| \| Angel Camarillo \| Zor-Helios-Gemeaz \| m.t. \| |  |                              |                   |            |
| 1. |  | José Luis Laguía             | Reynolds          | 5h 05' 16" |
| 2. |  | Eulalio García               | Reynolds          | m.t.       |
| 3. |  | Fede Etxabe                  | Teka-Hergón       | m.t.       |
| 4. |  | José Luis Rodríguez Inguanzo | Teka-Hergón       | m.t.       |
| 5. |  | José Luis Viejo              | Zor-Helios-Gemeaz | m.t.       |
| 6. |  | Antonio Coll                 | Teka-Hergón       | m.t.       |
| 7. |  | Jesús Rodríguez Magro        | Zor-Helios-Gemeaz | m.t.       |
| 8. |  | Alfonso Blanco               | Hueso             | m.t.       |
| 9. |  | Bernardo Alfonsel            | Teka-Hergón       | m.t.       |
| 10. |  | Angel Camarillo              | Zor-Helios-Gemeaz | m.t.       |